# Germolles-sur-Grosne
Germolles-sur-Grosne – miejscowość i gmina we Francji, w regionie Burgundia-Franche-Comté, w departamencie Saona i Loara.
Według danych na rok 1990 gminę zamieszkiwało 112 osób, a gęstość zaludnienia wynosiła 15 osób/km² (wśród 2044 gmin Burgundii Germolles-sur-Grosne plasuje się na 798. miejscu pod względem liczby ludności, natomiast pod względem powierzchni na miejscu 1079.).